# Schweizer Frauen-Verband
Der Schweizer Frauen-Verband war der erste nationale Zusammenschluss von Frauenvereinen innerhalb der Schweizer Frauenbewegung.
Gegründet wurde der Frauen-Verband im Juli 1885 auf Initiative von Elise Honegger. Der Verein wurde von bürgerlichen Frauen getragen. Er hatte zwei Zielsetzungen: Einerseits waren die Mitglieder gemeinnützig tätig, andererseits ging es um die Verbesserung der gesellschaftlichen Stellung der Frauen in der Schweiz. Präsidentin ab 1886 war die zweite Schweizer Ärztin Caroline Farner. Schon bald kam es zu unterschiedlichen Ansichten über die Ausrichtung des Verbandes. Für Caroline Farner war der 1865 gegründete Allgemeine Deutsche Frauenverein (ADF) Vorbild, dagegen hatten Emma Coradi-Stahl und andere eine pragmatischere Orientierung vor Augen.
Die politische und die gemeinnützige Zielsetzung hatten nicht lange nebeneinander Bestand. 1888 verliessen drei Frauen den Vorstand und gründeten den Schweizerischen Gemeinnützigen Frauenverein (SGF). 1892 erfolgte die Auflösung.